# میلان خالوپا
میلان خالوپا (چکی: Milan Chalupa؛ زادهٔ ۴ ژوئیهٔ ۱۹۵۳) بازیکن هاکی روی یخ اهل چکسلواکی بود.